# Задният прозорец
„Задният прозорец“ (на английски: Rear Window) е американски игрален филм, излязъл по екраните през 1954 г., режисиран от Алфред Хичкок с участието на Джеймс Стюарт и Грейс Кели в главните роли. Сценарият, написан от Джон Майкъл Хейъс, е базиран на разказа на Корнел Улрич „Трябва да е било убийство“.

## Сюжет
Внимание:  Текстът по-долу разкрива сюжета на произведението (или части от него)!
След преживян инцидент, довел до счупен крак, фотографът Ел Би Джефрис (Джеймс Стюарт) е принуден да прекара известно време на инвалидна количка с гипсиран крак затворен в нюйоркския си апартамент в Гринуич Вилидж. В отегчението на бавно нижещите се дни и нощи той наблюдава от прозореца на апартамента си, живота на съседите, обитаващи апартаментите от съседната сграда, разположени откъм вътрешния двор.
Преди този филм Алфред Хичкок е работил с Джеймс Стюарт върху „Въжето“ през 1948 г., в който действието също е концентрирано в един апартамент. Ограниченията, приложени във втория им съвместен филм, „Задният прозорец“, са, че героят е прикован към инвалидна количка и че събитията могат да видени само от неговата гледна точка.
Заснет само в един добре преустроен снимачен павилион на Paramount, филмът проследява не само за връзката между фотографа Джефрис и неговата приятелка – манекенката Лиса Фремон (Грейс Кели), но и разкриването на убиеца Ларс Торвалд, живеещ в апартамент в съседната сграда.

## В ролите
| Актьор                    | Роля                    |
| ------------------------- | ----------------------- |
| Джеймс Стюарт             | Ел Би „Джеф“ Джефрис    |
| Грейс Кели                | Лиса Карол Фремонт      |
| Уендъл Кори               | детектив Том Дойл       |
| Телма Ритър               | Стела                   |
| Реймънд Бър               | Ларс Торвалд            |
| Джудит Ивлин              | г-ца Самотно сърце      |
| Рос Багдасарян            | съседът композитор      |
| Джорджин Дарси            | г-ца Торсо              |
| Франк Кейди и Сара Бърнър | семейството с кученцето |

## Камео на Алфред Хичкок
Алфред Хичкок се появява в камео роля – навива часовник в дома на пианиста.

## Оценки
„Задният прозорец“ затвърждава репутацията на Хичкок като майстор на съспенса, чиито филми въздействат на много нива – от чистото развлечение до разкриването на психологически автопортрети. Това е от най-важните филми на Хичкок. В разговорите си с Трюфо режисьорът признава, че е бил привлечен от чистата кинематографичност на откровено воайорската ситуация във филма, включваща: един неподвижен човек (Джеймс Стюарт), който гледа навън; после това, което вижда (вкл. убийство); накрая – неговата реакция (в случая дали ще надделее външният свят или любовта, която му се предлага отвътре в лицето на Грейс Кели). Трюфо признава, че това е любимият му филм на Хичкок, накрая и двамата се съгласяват, че не убийството и разбулването му са важни, а мрачно-ироничната картина на света, която се получава от сглобяването на парчетата малки истории на наблюдаващия. Смятан за едно от върховите постижения в творчеството на Хичкок, „Задният прозорец“ придобива култов статус сред почитатели и кинокритици.

## В България
В България филмът е излъчен по Канал 1 на 27 април 2001 г. в петък от 23:40 ч. Българският дублаж е войсоувър, направен от продуцентско направление КИНО. Екипът се състои от:
| Превод              | Людмила Верих                                            |
| Редактор            | Анета Данчева-Манолова                                   |
| Тонрежисьор         | Габриела Жекова                                          |
| Режисьор на дублажа | Мария Попова                                             |
| Озвучаващи артисти  | Тамара Войс Наталия Бардская Стефан Младенов Васил Бинев |

На 27 април 2021 г. е излъчен по bTV Cinema, с програмиране вторник от 23:45 ч. Дублажът е записан отново с войсоувър от студио VMS. Ролите се озвучават от Гергана Стоянова, Елена Бойчева, Симеон Владов, Николай Николов и Момчил Степанов.

## Награди и номинации
Филмът е поставен от Американския филмов институт в някои категории, както следва:
- АФИ 100 години... 100 филма – #42
- АФИ 100 години... 100 филма (10-о юбилейно издание) – #48
- АФИ 100 години... 100 трилъра – #14
- АФИ 10-те топ 10 – #3 Мистерия

- През 1997 г. филмът е сред произведенията, избрани като културно наследство за опазване в Националния филмов регистър към Библиотеката на Конгреса на САЩ.[3]

На 27-ата церемония по връчване на наградите „Оскар“ филмът е номиниран за отличието в 4 категории, включително за най-добър режисьор и най-добър сценарий.
| Награди                                                     | Награди                                         | Награди              | Награди                            |
| Награда                                                     | Категория                                       | Име                  | Резултат                           |
| ----------------------------------------------------------- | ----------------------------------------------- | -------------------- | ---------------------------------- |
| „Оскар“-1954                                                | Най-добър режисьор                              | Алфред Хичкок        | номинация                          |
| „Оскар“-1954                                                | Най-добър оригинален сценарий                   | Джон Майкъл Хейс     | номинация                          |
| „Оскар“-1954                                                | Най-добър звук                                  | Лорън Райдър         | номинация                          |
| „Оскар“-1954                                                | Най-добра операторска работа                    | Робърт Бъркс         | номинация                          |
| Награди на Националния съвет на кинокритиците на САЩ – 1954 | Най-добра актриса                               | Грейс Кели           | награда NBR за най-добра актриса   |
| Награди на Съюза на Нюйоркските филмови критици – 1954      | Най-добра актриса                               | Грейс Кели           | награда NYFCC за най-добра актриса |
| Награди на Съюза на Нюйоркските филмови критици – 1954      | Най-добър режисьор                              | Алфред Хичкок        | номинация                          |
| БАФТА-1955                                                  | Най-добър филм                                  | „Прозорец към двора“ | номинация                          |
| Награди на Гилдията на американските режисьори-1955         | за изключителни режисьорски постижения в киното | Алфред Хичкок        | номинация                          |
| Награди „Едгар Алан По“-1955                                | Най-добър криминален сценарий                   | Джон Майкъл Хейс     | награда „Едгар“                    |
| Награди на Гилдията на американските сценаристи-1955        | Най-добър драматичен сценарий                   | Джон Майкъл Хейс     | номинация                          |
| Национален филмов регистър на САЩ-1997                      | Най-значими американски филми                   | „Прозорец към двора“ | включване сред 25-те избрани филма |